# ベルヘン・オプ・ゾーム攻囲戦 (1747年)
ベルヘン・オプ・ゾーム攻囲戦（オランダ語: Beleg van Bergen op Zoom）は、オーストリア継承戦争中の攻城戦である。1747年、モーリス・ド・サックス元帥を総司令官とするフランス軍が、レーヴェンダール伯の指揮下、ブラバントとゼーラントの境界に位置する戦略的に重要なベルヘン・オプ・ゾームの要塞を攻囲した。
ベルヘン・オプ・ゾームは国事詔書を支持するネーデルラント、オーストリア、イギリス、ハノーファー、ヘッセン各国の連合軍が守っていた。七年間の凄惨な戦争を経て、双方は疲弊していた。おぼつかないながらも和平工作は進められていたが、まだどちらの陣営にも意義ある譲歩を示す意図はなかった。ベルヘン・オプ・ゾームが陥落すれば、それはネーデルラント側にとって重大な敗北となり、低地諸邦への侵攻を招くものとなる。この攻囲戦はヨーロッパ中の注目を集め、要塞がフランス軍の攻撃に耐え切ることに自信を抱く、国事詔書で結ばれた連合軍と、攻略を決意したフランス軍の数々の熱心な報告書がその知らせに続くこととなった。

## 事前の機動

二つの稜堡の例。

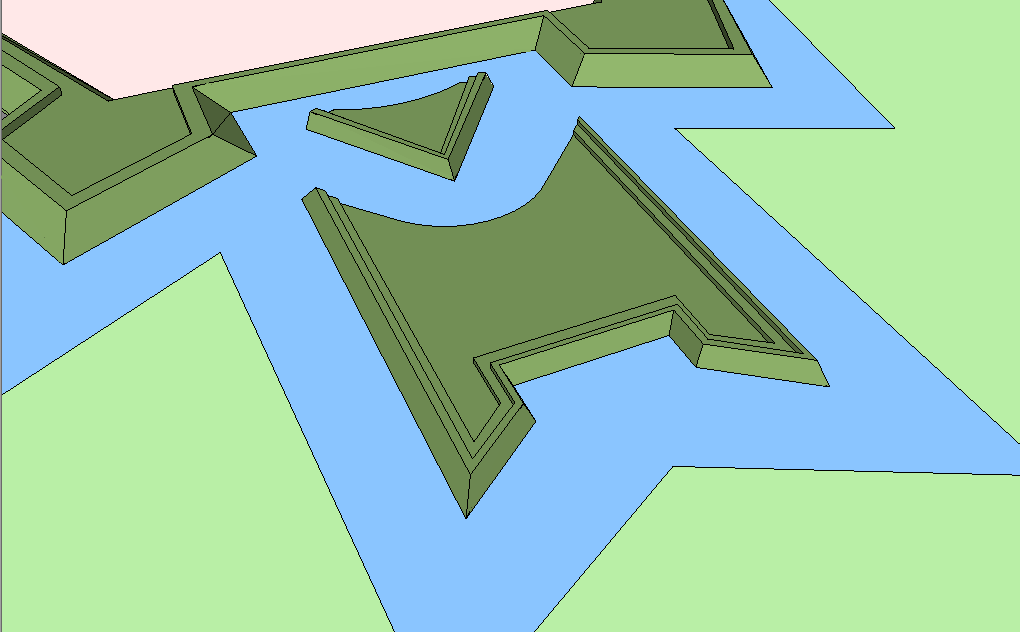
二つの角堡の例。

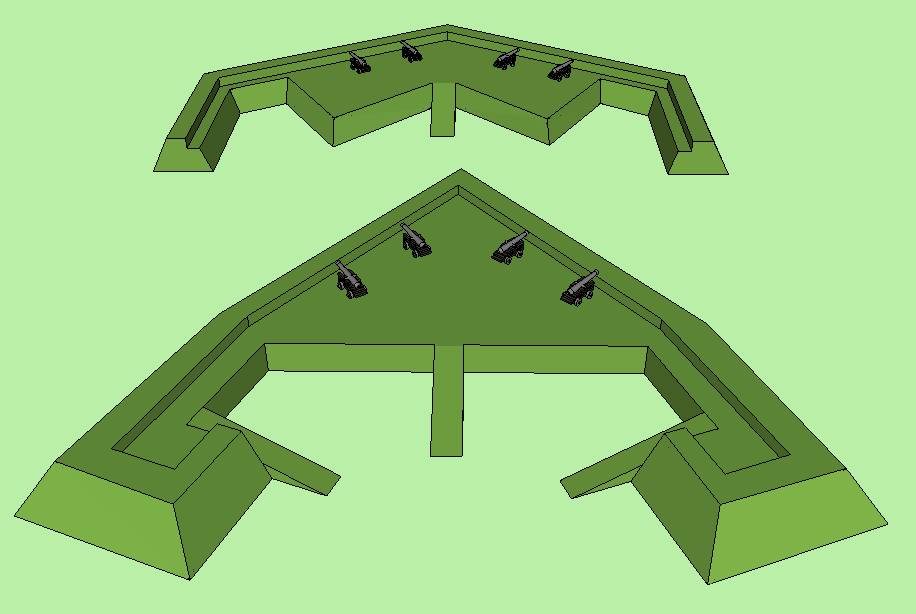
二種類の小月堡の例。

ラウフフェルトの戦いに勝利した後、フランス元帥モーリス・ド・サックスは攻城戦の名手 、レーヴェンダール中将率いる30,000名の軍団をベルヘン・オプ・ゾームの攻囲に差し向けた。サックス元帥は、数的劣勢に置かれた敵軍が要塞化された二つの都市を、同時に適切に守ることはできないだろうと算段したのである。サックス元帥の軍団の脅威に直面したマーストリヒトを守る必要に駆られ、イギリス軍司令官、カンバーランド公とオーストリア軍司令官、バチャーニのどちらもベルヘン・オプ・ゾームの救援には向かえないと考えた。ネーデルラント軍にとり、これは必要な時に同盟軍が来援しないことの証となった一方、友軍であるイギリス軍は、この戦争においてより大きな努力を求めるネーデルラントの要求を不合理と考えていた。なぜならネーデルラントは、フランスに対し公的に宣戦していなかったからである。
ベルヘン・オプ・ゾームは約5,000名の住民と86歳の頑健な総督、クロンストレーム大将指揮下の守備隊3,000名を擁する要塞都市であった。要塞の防壁は、約3マイルにわたって5か所の角堡に援護された10か所の稜堡に囲まれていた。その間には石造の小月堡に援護された21か所のラヴリンがあった。周囲のほとんどは湿地であった。またムーアモント、ピンセン、ローファースの三つの砦に守られ、塹壕に囲まれたローゼンダールの宿営地と、北東から町へと繋がる塹壕線はザクセン＝ヒルトブルクハウゼン公子ルートヴィヒ・フリードリヒ元帥指揮下の歩兵20個大隊と騎兵14個中隊が保持しており、守備隊の強化や救援が可能であった。これらの防衛線や、西側のより小規模な防衛線によってベルヘン・オプ・ゾームは完全には包囲できない町であった。さらに海抜の低さを利用し、防衛線に面した広大な一帯はネーデルラント軍が様々な水門や運河をもって水没させており、そこからのフランス軍のいかなる接近をも阻んでいた。この要塞はネーデルラントの偉大な技術者、メンノ・フォン・クーホルンの代表建築である。そして難攻不落にしてブラバントでも最も強力な要塞と考えられていた。ベルヘン・オプ・ゾームはこれに先立つ二度の攻囲戦に耐え抜いており、一度目は1588年、二度目は1622年のことであった。また、それぞれ砦に守られた航行可能な運河から、船で食料や弾薬の補給を受けることも可能であった。
ベルヘン・オプ・ゾームの守備隊と補給は充実していたので、フランス軍による攻囲は低地諸邦の警戒を即座に招くものではなかった 。要塞は海に通じており、オランダ海軍はフランス側の深刻な妨害もなく要塞に補給を実施した。フランス側は攻囲軍として周辺の一帯のほとんどを統制下に置いており、同様に順調な補給と増強を受ける。しかし、連合軍は付近にヴァルデック＝ピュルモント侯カール・アウグスト率いる軍団を配しており、フランス軍の補給線を継続的に脅かしていた。

## 攻囲戦

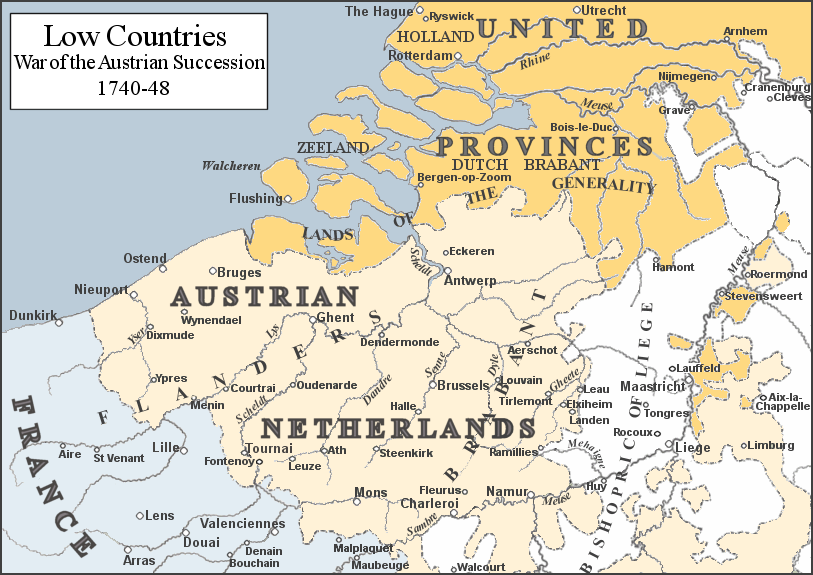
オーストリア継承戦争中の低地諸邦。
ベルヘン・オプ・ゾームは中央の上側に位置する。

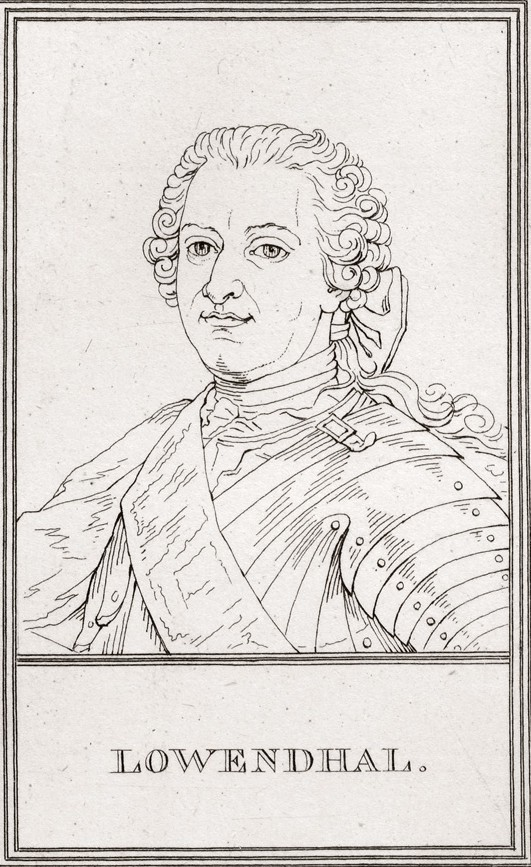
レーヴェンダール伯ウルリヒ・フリードリヒ・ヴォルデマール。

要塞の様々な稜堡、ラヴリンや小月堡の全てには名前が付いており、攻囲戦の間に大砲と臼砲合わせて230門が備わっていた。フランス軍の主要な攻撃は「クーホルン」と「プセレ」の各稜堡に集中する。フランス軍の塹壕線に面する「クーホルン」稜堡の右側には「アントウェルペン」、左側には「ディーデン」というラヴリンがあった。この稜堡と「アントウェルペン」の間には「ホーラント」、「ディーデン」との間には「ゼーラント」と名付けられた小月堡があった。「ディーデン」の左側には「ユトレヒト」小月堡があり、その左側には「プセレ」稜堡がある。「クーホルン」並びに「プセレ」稜堡の間が選ばれた理由の一つは、そこが他より乾いた土地だったことであり、もう一つはベルヘン・オプ・ゾームの北西や南東方面と異なり、要塞で他の防衛線から援護を受けていない唯一の部分だったからである。そこではこの攻囲戦において、最も継続的で激しい戦いが行われることとなった。

### 平行壕の掘削
7月14日の夜、フランス軍は擲弾兵10個中隊と歩兵5大隊に支援された労働者2,400名をもって塹壕を掘削した。レーヴェンダール中将は12,000名の兵を塹壕に配し、残りの18,000名を監視軍として展開した。最初の平行壕は、要塞施設から400歩の距離を置いて初日の夜間に掘削された。7月17日の夜には二つ目の壕が掘られ、7月22日には三つ目の平行壕が完成する。砲兵隊も結集し、7月20日にはフランス軍の大砲が守備隊への砲撃を開始した。フランス軍は平行壕や坑道の掘削を続け、要塞に接近する。四つ目の平行壕は7月26日から28日にかけて完成し、9月20日には防衛施設に対して五つ目の壕が掘られた。
続いて要塞の外堡に何度も突撃が敢行されたが、守備隊は堅く持ちこたえた。またフランス軍は角面堡やラヴリン、小月堡を爆破するべく地雷をそれらの下に埋め込んだ。しかし、それらはネーデルラント工兵の反撃に遭う。7月25日には第64歩兵連隊ことラウドンズ・ハイレンダーズがローファース砦の出撃門から打って出てフランス軍の大規模な砲兵陣地を破壊した。この攻囲戦の間にイギリス軍の部隊や工兵、砲兵並びに少数のオーストリア軍工兵が守備隊との合流を果たしている。
一か月にわたる戦いを経て、フランス軍は堀の通路に拠点を築く。しかしフランス軍にとって不運なことに、ネーデルラント軍は一帯のいくつかの小月堡をいまだに保持しており、そこからフランス軍が占領した通路を砲撃する。「ゼーラント」小月堡は友軍であるヘッセンの1個大隊が守っていた。地雷、突撃と継続的な砲撃をもってフランス軍はこれらの小月堡からネーデルラント軍を追い払う。「クーホルン」及び「プセレ」稜堡の間では75発の地雷が炸裂し、その内43発はネーデルラント軍、32発はフランス軍によるものであり、この通路を巡る作戦行動の激しさを示している。二か月に及ぶ激戦の末、フランス軍は最終的に主壁を砲撃できるようになった。サックス元帥は重大な損害に備えて12,000名の援軍を派遣した一方、守備隊は要塞化された宿営地の防衛線の内側から増援を受けていた。
8月8日、ヴァルデック＝ピュルモント侯からシュヴァルツェンベルク公子に指揮権が委譲されていた連合軍は、解囲を試みるべくザクセン＝ヒルトブルクハウゼン公子の軍団とともに夜襲を敢行したが、連携が悪く成果も乏しかった。それでも連合軍の撃退は容易ではなく、シュヴァルツェンベルクはフランス軍輜重部隊の妨害と迎撃を継続し、8月14日には護送部隊の一つを奪取している。

### 突破口への突入

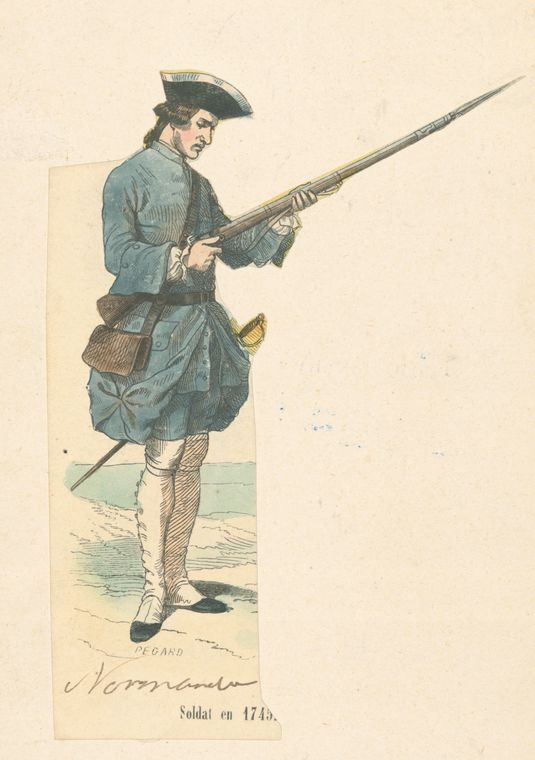
ノルマンディー連隊に所属する1740年代のフランス兵。

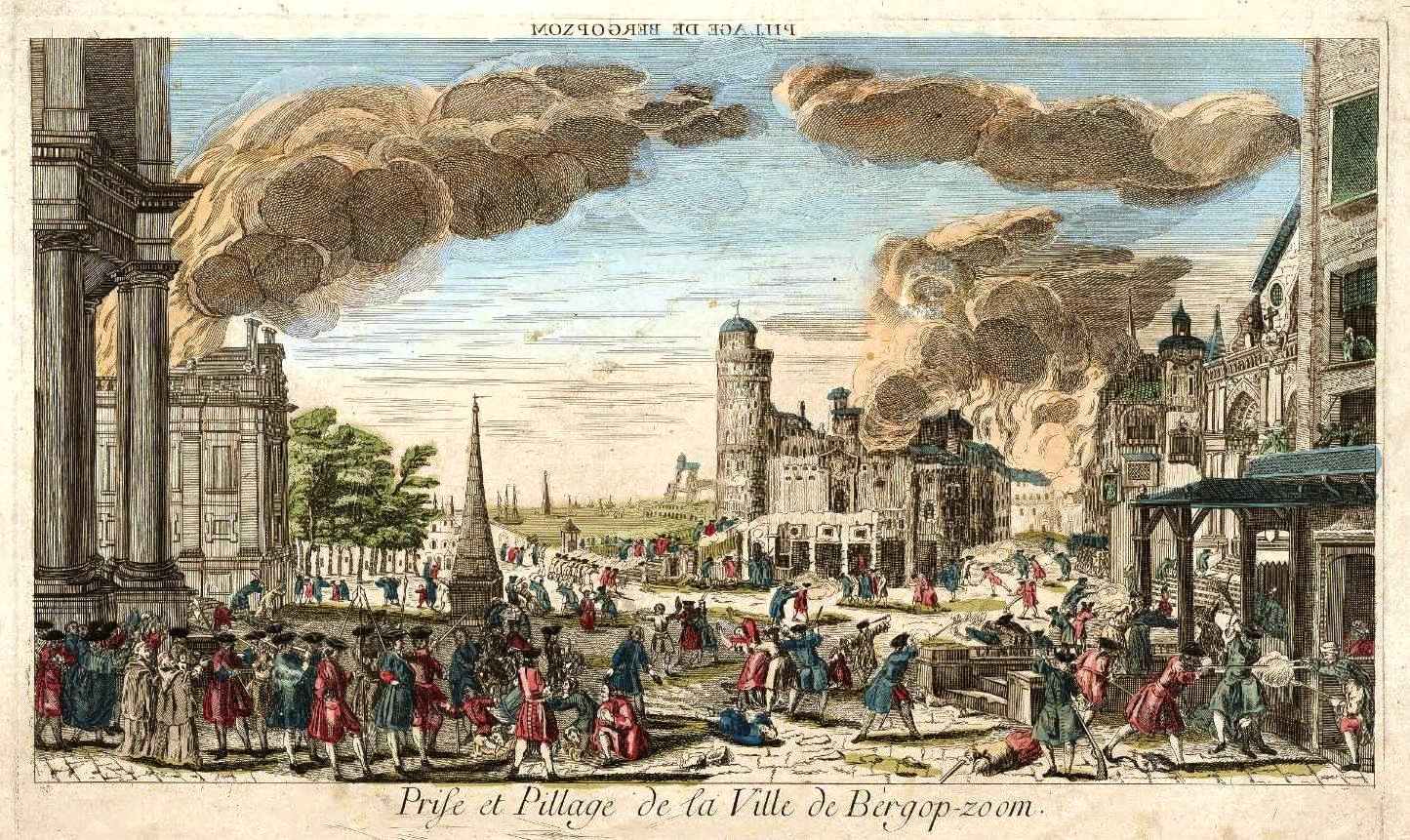
ベルヘン・オプ・ゾーム要塞の攻略と略奪。

レーヴェンダールは秋の雨が降り始めたことから、町の攻略を急ぐ必要性を感じた。そして防衛施設に開いたいくつかの裂け目が通行可能であるという助言を受けると1747年9月18日の朝、奇襲をかけて町へ突撃したのである。ネーデルラント側の指揮官は誰も、これらの裂け目が通行可能であるとは考えておらず、特に警戒していなかった。守備隊は9個大隊から構成されていた。スコットランドの「コリアー」、「マジョリバンクス」各大隊及び「ヴァルデック」、「ザクセン＝ゴータ」、「レーヴェ」、「エファートセン」、「ホルシュタイン＝ゴットルプ」、「ドイツ」と「ファン・レヒテレン」の諸大隊である。
いかなる障害物をも除去するべく労働者を伴ったフランス軍の戦列は、各突破口で準備を整えた。中央には歩兵隊の主力、13個大隊に支援された擲弾兵14個中隊が展開する。フランス軍の左翼では、「クーホルン」稜堡が擲弾兵6個中隊と歩兵6個大隊の突撃を受けることになっていた。右翼では「デュー」、「コワンシー」、「シャブリヤン」、「ラ・トラーン」各連隊の擲弾兵7個中隊及び下馬した近衛竜騎兵50名が3個工兵旅団、砲兵20名と労働者300名を伴う「ノルマンディー」、「モンボワスィエ」、「デュー」各連隊の第1大隊から支援を受けつつ「プセレ」稜堡に突撃をかけることとされた。さらに「モンモラン」、「ロヤル・デュ・ヴェソー」及び「ボーヴォワジ」各連隊の第1大隊が攻撃を支援する手筈となっていた。歩兵1個大隊の支援を受ける、「アンファン・ペルデュ」とも呼ばれる決死隊は志願兵200名と擲弾兵2個中隊から構成されており、「ディーデン」ラヴリンを攻撃することになった。
午前4時、ラヴリンに短くも激しい砲撃が実施された後、フランス軍擲弾兵の分遣隊が堀を奪取し、裂け目を突破して出撃門の一つを押し開いた。部隊の残りはそこから内部へ進み、ラヴリンの間で隊列を整え、抵抗を受けることもなく塁壁を奪った。それからフランス軍は各門を制圧し、剣を手に町へ侵入する。守備隊の司令官、クロンストレーム大将と配下の士官は、その多くがフランス軍の捕虜となった時にはまだ寝床で就寝中であったと伝わっている 。「ラウドンズ・ハイレンダーズ」連隊の旅団は町の通りでフランス軍に対して頑強な抵抗を示し、市場で抗戦して兵力の三分の二を失ったものの、クロンストレーム総督を脱出させることができた。ネーデルラント軍とその友軍はこの突撃と略奪を通じ、およそ3,000名の犠牲を出した一方でフランス軍の損害は479名に留まっている。
要塞の大砲約200門と、港内の物資を満載した補給船17隻は鹵獲された。町が陥落した後、町外の防衛線の内側にあったローファース、ピンセンおよびムーアモント各砦の守備隊は降伏した。
この奇襲に続いてフランス軍の将兵は規律を失い、町を略奪した。それはすぐに終わったものの、数千名の住民が死傷したと伝わっている。レーヴェンダールは遺憾の意を表明したものの、ヨーロッパの世論は激高した。サックス元帥はレーヴェンダール中将を擁護し、ルイ15世に次のように奏上した。

## 影響

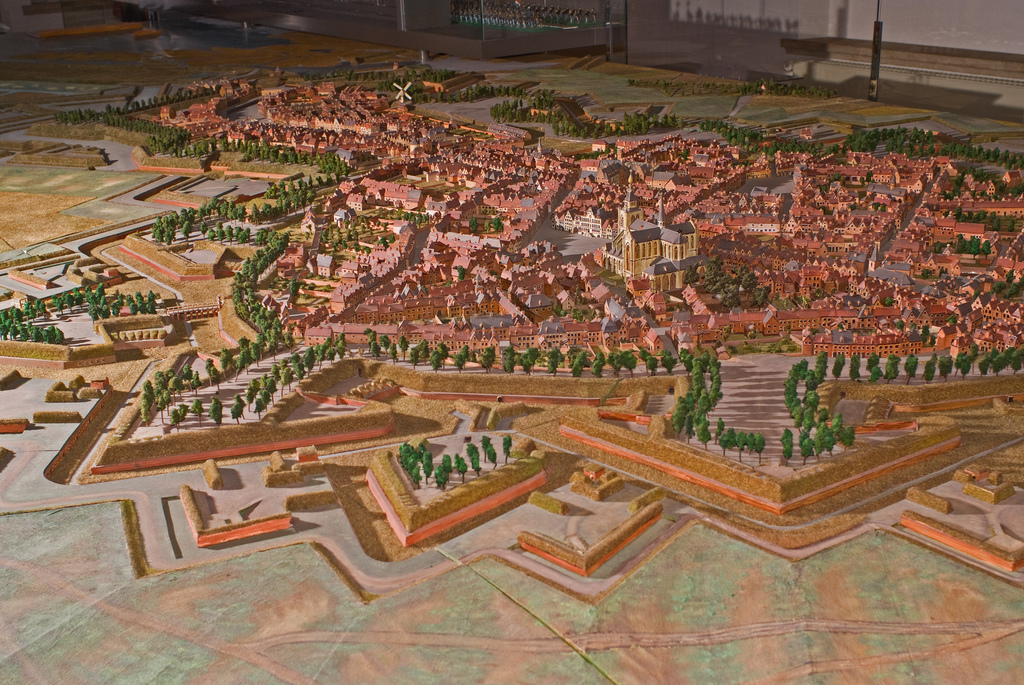
1747年のベルヘン・オプ・ゾームの模型。

ベルヘン・オプ・ゾームの攻略をもってフランス軍は、スヘルデ川沿いの全域を統制下に置いた。また、この敗北はネーデルラントとイギリス両国政府の不和を招く。イギリス側はネーデルラント共和国に対し過大な軍事的要求を呈したこと、そして同国のフランスに対する抵抗力が疲弊していたことを理解し始める。他方、ネーデルラント側は同盟諸国が町の救援に積極的ではなかったことに激怒していた。この町はネーデルラント共和国とハノーファー選帝侯領を、フランス軍の侵攻という潜在的な脅威に晒す鍵だったのである。レーヴェンダール中将は功績に報いフランス元帥に叙せられ、今やフランスはスヘルデ川沿いの一帯を統制下に置いた。ラウフフェルトの戦いにおける敗北ともども、ベルヘン・オプ・ゾームの失陥はイギリスに交渉の再開と、ブレダで進行中であった会議への真剣な取り組みを余儀なくさせた。結局、それは1748年の和約に繋がっている。

## 文献
- Browne, James. A history of the Highlands and of the Highland clans, Vol. 4, Glasgow, 1840.
- Browning, Reed. The War of the Austrian Succession. St. Martin's Griffin, 2008, ISBN 0-312-12561-5.
- Cust, Edward. Annals of the wars of the eighteenth century, Vol.II,  London, 1858.
- Lodge, Sir Richard. Studies in Eighteenth Century diplomacy 1740–48. John Murray, 1930.
- Nimwegen, O. van De Republiek der Verenigde Nederlanden als grote mogendheid. (1740–1748). Amsterdam, 2002, ISBN 90-6707-540-X
- Rodger, N.A.M. The Insatiable Earl: A Life of John Montagu, Fourth Earl of Sandwich, 1718–1792. Harper Collins, 1993, ISBN 0-393-03587-5.
- Simms, Brendan. Three Victories and a Defeat: The Rise and Fall of the First British Empire. Penguin Books, 2008, ISBN 0-465-01332-5.
- フランシス・ヘンリー・スクライン（英語版）. Fontenoy and Great Britain's Share in the War of the Austrian Succession 1741–48. London, Edinburgh, 1906.
- An authentick and accurate journal of the siege of Bergen-op-Zoom by an English Volunteer. London, 1747.
- 『ザ・ジェントルマンズ・マガジン（英語版）』, Vol. 17, September, 1747. London, 1747.
- d' Espagnac, Jean-Baptiste-Joseph Damarzit de Sahuguet. Histoire de Maurice, comte de Saxe, duc de Courlande et de Semigalle, Volume 2, Paris, MDCCLXXV.
- Wittje, G.. Die wichtigsten Schlachten, Belagerungen und verschanzten Lager vom Jahre 1708 bis 1855. Leipzig und Heidelberg, 1861.

## 推奨資料
- An authentic journal of the remarkable and bloody siege of Bergen-op-Zoom by the French, under M. de Lowendahl. Begun July 14, and ended September 16, N.S. 1747 By an English volunteer, late of the garrison of Bergen-op-Zoom, Dublin : printed by Joshua Kinneir, 1747